# ألي فانزيلا
ألي فانزيلا (بالبرتغالية: Ale Vanzella) (من مواليد 5 فبراير 1984) هو موسيقي برازيلي يمزج بوسا نوفا مع موسيقى الروك المستقلة . هو في الأصل من غوابوري في ولاية ريو غراندي دو سول الجنوبية في البرازيل.

## سيرة شخصية
بدأ فانزيلا اللعب في إيندي و الجرونج فرق الروك في سن ال 14. عمل أستاذاً جامعياً في المحاسبة قبل متابعة الموسيقى بدوام كامل،  بعد تخرجه من جامعة يونيفيتس في علوم المحاسبة في عام 2006  واستكمال عمل الدراسات العليا كمراقب (2007) وفي قانون الضرائب (2012).
تأثر فانزيلا بموسيقي بوسا نوفا جواو جيلبرتو وروبرتو مينيسكال وتوم جوبيم وفينيسيوس دي موريس وتوكينيو ووالتر سانتوس، بالإضافة إلى مجموعات موسيقى الروك المستقلة نيرفانا ، ذا ستروكس ، ذا كيلرز ، ذا كيليرز ، إنتربول، ذا كينكس، فو المقاتلون ، وممر النار.

## اتصال مع بوسا نوفا
تعاون روبرتو مينيسكال، أحد مؤسسي حركة بوسا نوفا ، في ألبوم فانزيلا الجديد Indie Bossa وجولة للحفلات الموسيقية، ودعم مزيج من الأساليب. يكتب فانزيلا: «ما أدهشني أكثر في هذا العمل هو نعومة البيرة. أتذكر أن جواو جيلبرتو بدا كذلك، لقد فتح فرصة في ذلك الوقت. ويمكن أن تفتح البيرة هذا الباب الجديد». روبرتو مينيسكال في عام 2012 

## جولات ومشاريع
تم إصدار ألبوم Indie Bossa في عام 2012 ، وكان مدعومًا بجولة ما قبل النشر في الولايات المتحدة. حدثت جولة في اليابان في مايو 2012. وشملت جولة أوروبية في مايو ويونيو 2012 توقف في إسبانيا والبرتغال وفرنسا وألمانيا وإنجلترا وإيطاليا.
اختير فانزيلا من قبل فيفا ليظهر في فيلم وثائقي عن الثقافة البرازيلية يتوافق مع كأس العالم 2014 الذي يقام في البرازيل.

## ديسكغرفي
- Indie Bossa (Albatroz Music / July 2012) [10] يتضمن 17 أغنية باللغة البرتغالية والإنجليزية، ومسار مكافأة باللغة اليابانية.[5]
- يتضمن Indie Bossa II (Sony Music / April 2015) 12 أغنية باللغة الإنجليزية.

## روابط خارجية
- الموقع الرسمي